# كولن روس
كولن روس (بالألمانية: Colin Ross )‏ (و. 1885 – 1945 م) هو صحفي، وكاتب سيناريو، وكاتب، ومراسل عسكري، ومهندس نمساوي، ولد في فيينا، كان عضوًا في الحزب النازي، توفي عن عمر يناهز 60 عاماً، بسبب إصابة بعيار ناري.

## التعليم
تعلم في جامعة برلين للتكنولوجيا.

## وصلات خارجية
- كولن روس على موقع IMDb (الإنجليزية)
- كولن روس على موقع مونزينجر (الألمانية)
- كولن روس على موقع أول موفي (الإنجليزية)
- كولن روس على موقع قاعدة بيانات الأفلام السويدية (السويدية)
- كولن روس على موقع كينوبويسك (الروسية)
- كولن روس على موقع كينوبويسك (الروسية)